# 乔丹·德拉克鲁兹
乔丹·伊丽莎白·德拉克鲁兹（英語：Jourdan Elizabeth Delacruz，1998年5月20日—），美国女子举重运动员，2018年世界青年举重锦标赛女子53公斤级银牌得主、2023年世界举重锦标赛女子49公斤级铜牌得主。